# 果宝特攻
《果宝特攻》是由广州蓝弧文化传播有限公司制作的一系列3D动画连续剧，目前已推出四部共208集。《果宝特攻》第一部于2010年首播，随后相继于2012年和2014年推出了《果宝特攻2》和《果宝特攻3》，第四部《果宝特攻4之铠之魂》于2017年播出。

## 主要人物

### 果宝男特攻
- 橙留香（配音：陆双）:原型是一个香橙，主角，来自一位三流剑客之家。脑子不会转弯，尤其在爱情方面。但他志向远大，想做一个像张三丰一样的建设祖国的栋梁之才。
  - 初次登场：果冻三剑客第一集
  - 神剑：圣道之剑——圣道剑
  - 神剑净重：不明
  - 剑气激荡指数：无穷大
  - 果宝机甲：香橙战宝。 绝招：天外飞鲜、战宝圣道剑、果宝机甲移位（与菠萝吹雪、陆小果一起）、菠萝蜜多斩（果宝机甲移位后）、烈火重生、正气乾坤炮、发射子弹（1代）。
  - 机甲特性：攻击和防御极强，能一击必杀，有远程攻击（仅一代），速度中等但实力却是果宝男女特攻里最强。
  - 口头禅：我自横刀向天笑，去留肝胆两昆仑

- 菠萝吹雪（配音：祖晴）:原型是一个菠萝，男二号（第3部是主角），来自一个普通老百姓之家，梨花诗的男朋友，家住西门口。他是个骄傲、狂妄却不失善良的花心菠萝头，三剑客中数他最聪明。他为人比较贪钱，他自以为很聪明，挖空心思要学习经商，却老是吃亏。最喜欢的是梨花诗。（在《果冻三剑客》中他救过梨花诗后叫她“诗诗”）。
  - 初次登场：果冻三剑客第一集
  - 神剑：帝王之剑——赤霄剑
  - 剑气激荡指数：9.7
  - 果宝机甲：菠萝战宝。 绝招：菠萝蜜多斩、发射子弹、果宝机甲移位（与橙留香、陆小果一起）、爱果者导弹（果宝机甲移位后）（1代）。
  - 机甲特性：速度很快，防御中上等，力量中上等，擅长对敌人进行连续不断的打击。
  - 称呼：吹雪、花心菠萝头、吹雪哥
  - 口头禅：我菠萝吹雪，吹的不是雪，是血（xiě，念第三声），是我剑上的血！ 注：第三季最后一集已经去人类世界，第四季是果冻三剑客老二。

- 陆小果（配音：王巍）:原型是一个青苹果，男三号，来自豪门之家。脑子有点笨，经常迷路，却运气极佳，富有同情心，经常能化险为夷。
  - 初次登场：果冻三剑客第一集
  - 神剑：挚情之剑——神将剑
  - 神剑净重：七七四十九斤零三两六钱
  - 剑气激荡指数：8.5
  - 果宝机甲：小果战宝。 绝招：爱果者导弹、发射子弹、屁股功、果宝机甲移位（与橙留香、菠萝吹雪一起）、天外飞鲜（果宝机甲移位后）、爱心合击弹（与花如意一起）（1代）。
  - 机甲特性：远程能力很强，速度中上等，防御中等，但具备一定且不弱的近战能力。
  - 称呼；小果哥
  - 口头禅：我不是随便的人，可我随便起来，不是人。

### 果宝女特攻
- 上官子怡（配音：祖晴）:原型是一个草莓，女主角，上官世家的小姐，上官金虹（上官子怡的母亲）的掌上明珠。她原本叫张子怡（他父亲叫张三丰），却因为父母离异而改姓上官。
  - 初次登场：果冻三剑客第一集
  - 神剑：尊贵之剑——傲尊剑
  - 神剑净重：五斤十两三钱
  - 剑气激荡指数：7.5
  - 果宝机甲：草莓战宝。 绝招：莓力四射剑、当头一剑（1代）
  - 机甲特性：攻防兼备，能一击必杀，速度快且比橙留香快，实力是果宝女特攻里最强。
  - 称呼：子怡姐、子怡、子怡小姐
  - 性格：优雅，成熟
  - 经典台词：1. 一条咸鱼过了三十年也还是一条咸鱼，绝对不可能成为大英雄的。 2. 放下屠刀，立地成佛。

- 梨花诗（配音：陆双）:原型是一个水蜜桃，女二号，菠萝吹雪的女朋友，一旦说她失恋会濒临疯狂。
  - 初次登场：果冻三剑客第一集
  - 神剑：优雅之剑——风影剑
  - 神剑净重：四斤三两六钱
  - 剑气激荡指数：7.0
  - 果宝机甲：蜜桃战宝。 绝招：惊天蜜桃杀
  - 机甲特性：和菠萝吹雪一样。
  - 称呼：小诗诗、诗诗
  - 性格：傲娇，清高
  - 萌点：口吃，傲娇别扭的个性
  - 经典台词： 1.男人，是、最容易、出轨，的、动物。 2.我梨花诗，念的不是诗，是尸，是横尸遍野的尸！

- 花如意（配音：祖晴（果冻三剑客）/邓红）:原型是一颗葡萄，女三号，陆小果的女朋友，叫陆小果为小果哥，出身大富大贵之家，和陆小果一样出手阔绰，富有同情心。
  - 初次登场：果冻三剑客第一集
  - 神剑：挚情之剑——仙云剑/莫邪剑
  - 净重：不明
  - 剑气激荡指数：8.5
  - 果宝机甲：葡萄战宝。 绝招：如意金箍棒、闪电葡萄劈、爱心合击弹（与陆小果一起）（1代）
  - 机甲特性：和陆小果一样，但1代机甲以近战为主。
  - 称呼：如意妹
  - 性格：天真，可爱
  - 经典台词： 1.哇，小果哥，你好厉害呀！ 2.我卡我卡我卡卡卡！

- 菠萝小薇（配音：邓红（果宝特攻1）/廖春玉）:原型是一个菠萝，女四号，菠萝吹雪的另一个外遇情人，爽快，为人正直谨慎，高傲，有点娇蛮，典型的江湖侠女。有一段时间为了家人成为反派，后脱困。她是梨花诗的情敌，但也和她亲如姐妹。
  - 神剑：仁道之剑——仁爱剑
  - 神剑净重：不明
  - 剑气激荡指数：10
  - 果宝机甲：集结战宝。 绝招：发射子弹（1代）
  - 机甲特性：速度快，攻防兼备，远程和近战都不弱。
  - 称呼：小薇、姑姑
  - 经典台词： 1.当全世界的人都不相信你的时候，我也相信你！ 2.大坏蛋！今天就是你的死期！ 3.信不信我把你们抓回学校，重新高考！

### 果宝老特攻
- 疯清扬（配音：李团）:原型是一个椰子，天山果姥的大师兄，很喜欢天山果姥。他创立了果冻武术学院，目的是寻找圣道剑、赤霄剑、神将剑的主人。表面上疯疯癫癫，经常用轻功到处乱飘，其实深不可测，而且还是最先知道东方求败是好人的人。
  - 初次登场：果冻三剑客第一集
  - 果宝机甲：椰子尊（全球限量版，而且唯一一台会说话的机甲，售价800元）。 绝招：战神之剑、独孤九剑，椰子微震波
  - 机甲特性：单体实力最强。

- 天山果姥（配音：邓红）:原型是一个青梅，夜燕老师的师傅，方丈和东方求败的师妹。由于方丈和东方求败争风吃醋，为了缓和他俩的关系，果姥用激将法把他们气走。常年居住在天山上，和方丈一样经常用轻功乱飘，爱发明一些东西，都是“神鬼系列”的，并将三把神剑给了女特攻。
  - 初次登场：果冻三剑客第八集
  - 果宝机甲：青梅尊。 绝招：天山折梅手
  - 机甲特性：耐力极强，速度极快，能一击必杀，攻防兼备。

- 夜燕（配音：祖晴）:原型是一个山竹，天山果姥的徒弟，果宝女特攻的老师，被无极和英雄爱慕，使二人成为情敌。
  - 初次登场：果冻三剑客第一集
  - 果宝机甲：山竹尊。 绝招：落英神剑掌
  - 机甲特性：速度很快，远程能力极强，防御中等，但具备一定且不弱的近战能力。1代机甲以近战为主。

- 无极（配音：卢吉雄（果冻三剑客）/陈轶）:原型是一个香蕉，三剑客（果宝男特攻）的老师，喜欢夜燕，为此与英雄师父争风吃醋。
  - 初次登场：果冻三剑客第一集
  - 外号：香蕉糕、笨啦啦（banana的音译）
  - 武器：两仪太极剑
  - 果宝机甲：香蕉尊。 绝招：气御飞剑（1代）
  - 机甲特性：速度很快，攻击极强，防御中等，但具备一定且不弱的远程能力。

- 英雄（配音：赵然）：原型是一个西瓜，三剑客（果宝男特攻）的老师之一，喜欢夜燕，为此与无极师父争风吃醋。
  - 初次登场：果冻三剑客第一集
  - 外号：矮西瓜、烂西瓜
  - 武器：风火狼牙棒
  - 果宝机甲：西瓜尊。 绝招：惊天动地铁头功（1代）
  - 机甲特性：速度中等（但也远比速度型的菠萝吹雪和梨花诗快），力量和防御极强，能一击必杀，也具备极强的远程能力。

## 衍生作品
- 电影《果宝特攻之水果大逃亡》